# Oscar Pereira da Silva
 Oscar Pereira da Silva  (1865-1939) est un artiste peintre, illustrateur et décorateur brésilien. Il a produit plusieurs œuvres sur le thème religieux, dont la Flagellation du Christ en 1887.

## Œuvre
|  |  |